# Ngimbrang
Ngimbrang is een bestuurslaag in het regentschap Temanggung van de provincie Midden-Java, Indonesië. Ngimbrang telt 1822 inwoners (volkstelling 2010).